# Mini-ITX
Mini-ITX — форм-фактор для материнских плат, разработанный компанией VIA Technologies. При сохранении электрической и механической совместимости с форм-фактором ATX, материнские платы Mini-ITX существенно меньше по размеру (170 на 170 мм).

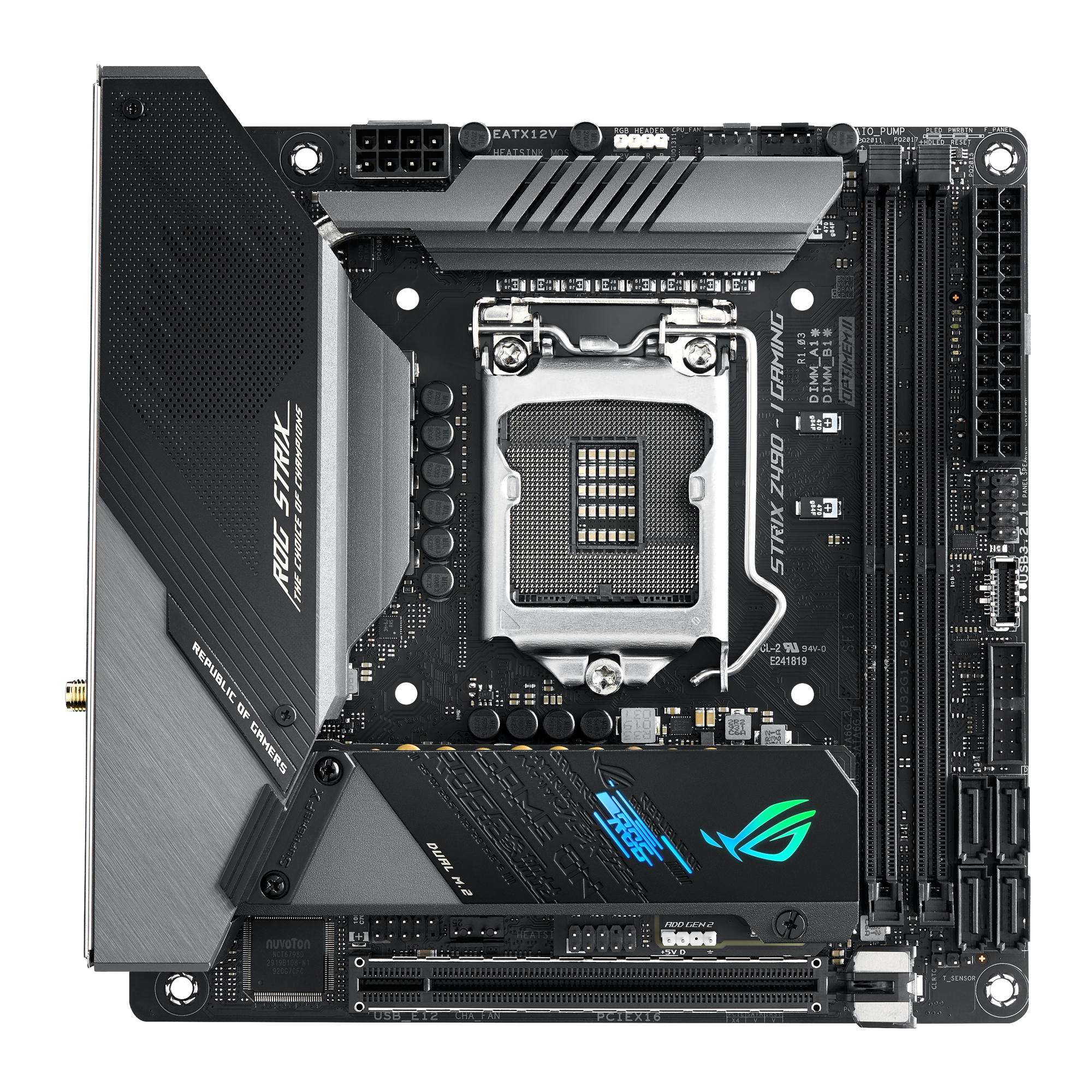
Материнская плата ASUS ROG STRIX Z490-I GAMING форм-фактора Mini-ITX

В  марте 2001 года для продвижения процессора C3 (доставшегося VIA после покупки Cyrix) был создан форм-фактор ITX (215 х 191 мм) не получивший широкого распространения. В ноябре 2001 года был представлен «уменьшенный» форм-фактор — Mini-ITX, который начал активно использоваться.
Нередко одной из особенностей материнских плат формата Mini-ITX является наличие впаянного процессора, что удешевляет общую стоимость компьютера. Благодаря относительно низкому тепловыделению на многих материнских платах Mini-ITX используется пассивная система охлаждения. В сочетании с SSD накопителями это позволяет создавать бесшумные компьютеры, не содержащие движущихся механических деталей или тихие при решениях с «обычными» дисками.
Материнские платы формата Mini-ITX за счёт своего размера используются во встраиваемых компьютерах, тонких клиентах, нетребовательных по энергопотреблению, в  домашних компьютерах, благодаря современным технологиям, снизившим энергопотребление процессоров до средних величин 15 и менее ватт, что делает также ненужными вентиляторы для их охлаждения.
В 2005 году VIA представила уменьшенную версию Mini-ITX, названную nano-ITX (120 x 120 мм).
В настоящее время большинство производителей материнских плат анонсировали свои решения форм-фактора Mini-ITX, и разработчики компьютеров могут выбирать решения на различных архитектурных платформах: VIA Eden, VIA C3, VIA C7, AMD Geode, AMD Athlon, Intel Celeron M, Intel Pentium M, Intel Core 2 Duo, Intel Atom. Такой широкий выбор предоставляет возможность построения малогабаритных экономичных систем для выполнения разнообразнейших задач, от встраиваемых управляющих систем, платежных терминалов и до мультимедийных центров. Относительно невысокая производительность Mini-ITX платформ, связанная с их пониженным тепловыделением, делает эти решения идеальными для использования в сетевых дисках NAS, SAN, а также в домашних мини-серверах.
Для построения полноценных систем форм-фактора Mini-ITX обычно используются малогабаритные корпуса этого же формата.

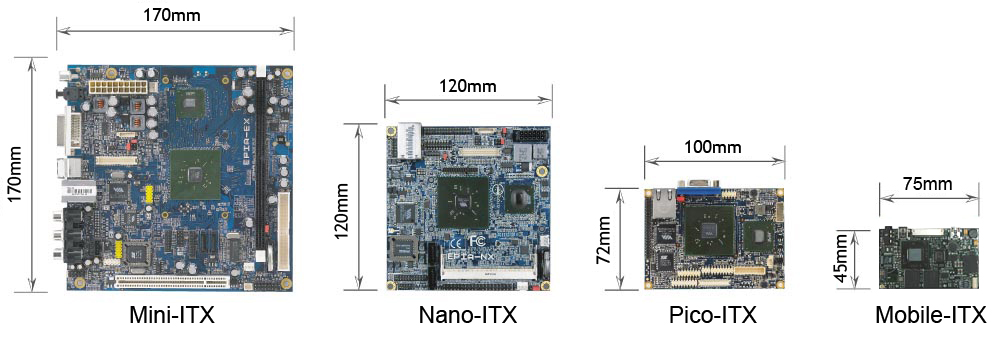
Сравнение формфакторов материнских плат ITX

## Спецификации
- Спецификации Mini-ITX (англ.)
- Спецификации Mini-ITX, v2 (англ.)